# Marché de prédiction
Un marché prédictif, ou marché de prédiction, est un marché sur lequel des agents s'échangent des produits dont la valeur dépend de la réalisation d'un évènement particulier, comme le résultat d'élections ou un résultat sportif. Il repose sur des modèles prédictifs, comme par exemple des algorithmes d’analyse statistique, qui servent à prédire des évolutions de valeurs.
Ce type de marché permet donc la réalisation de paris sur des pronostics. L'ensemble de ces paris exprimant la décision collective des agents du marché ainsi qu'une évaluation des probabilités d’occurrences des évènements ciblés, cette méthode peut être utilisée pour mesurer l'état de l'opinion sur différents sujets. Cette méthode d'analyse prédictive concurrence ainsi les sondages et enquêtes d'opinions. Face à certaines difficultés des instituts de sondages sur la prévision de certains évènements complexes, les marchés prédictifs peuvent être considérés comme l'évolution de l'analyse prédictive, bien que plusieurs limites théoriques et pratiques existent. Plusieurs états et entreprises ont également recours à cette méthode de prédiction pour améliorer leur fonctionnement.

## Description

### Principe
Un marché prédictif fonctionne à la manière d'un marché classique,. La différence qui le caractérise porte sur les produits échangés : dans ce cas, les acteurs utilisent ce marché pour échanger des évènements futurs. L'évolution du cours de chaque évènement exprime ainsi les valeurs associées par les acteurs du marché à la probabilité qu'il survienne. Ainsi, l'état du marché permet une évaluation de la probabilité d’occurrence pour un ensemble d'évènements considérés.
Ce type de marchés peut servir deux objectifs :
1. Spéculatif : servir de marchés pour des produits spécifiques
2. Prédicteur : estimer l'état de l'opinion sur la réalisation ou non d'un évènement

### Fonctionnement
Le fonctionnement du marché dépend pour partie de la plateforme utilisée. Toutefois, des éléments invariables existent. Ainsi, les valeurs minimales et maximales des échanges sont fixées préalablement et arbitrairement. La définition de ces deux limites permet donc de borner l'espace de valeurs et d'inférer directement une probabilité de l'estimation du prix. 

### Concepts
Comme tout marché, les marchés prédictifs reposent sur plusieurs concepts économiques.
- La transparence du marché : Les différents agents connaissent les évènements qu'ils acquièrent ou cèdent et le prix des échanges. Leur degré d'information sur le comportement des autres agents est donc important.
- Gain espéré : Les agents sont motivés par la perspective d'améliorer leur gain lorsque leurs estimations sont correctes.
- La convergence des estimations : Tous les agents essaient de maximiser leur profits et font évoluer leurs positions à l'achat ou à la vente chaque fois qu'ils y trouvent un intérêt, ce qui tend à rendre leur pronostic équilibré. Ce mécanisme de convergence entre les différents acteurs est souvent imagé par celui de la « main invisible ».

A cela s'ajoute des considérations issues des sciences cognitives. 
- L'engagement des différents agents sur le marché : Pour accéder à un marché, et donc espérer un bénéfice en cas d'estimation correcte, tous les acteurs doivent investir une somme préalable. Celle-ci garantit l'engagement de l'agent dans la validité de ses estimations.
- Intelligence collective : Les différents acteurs du marché sont perçus comme un réseau d’individus aux caractéristiques équivalentes dont les interactions permettent l'émergence d'un comportement global, celui du marché. Ainsi, la convergence du réseau vers certaines solutions (ici des valeurs d'estimations) exprime une vision générale commune, bien que chaque agent pris individuellement n'en ait pas nécessairement conscience.

### Historique
La technique consistant à utiliser un marché (et sa représentation des paris) pour effectuer des prédictions sur des évènements futurs est ancienne. Dès la renaissance, les réflexions sur l'économie, le commerce et ses structures (les marchés et les échanges) ainsi que l'apparition et le développement du concept de probabilité mettent en avant les relations entre ces domaines. Au XXe siècle, un marché prédictif existe d'ailleurs à Wall Street - le Wall Street Betting Odds - avant même l'apparition des premiers instituts de sondages.
En 1988, le marché électronique de l'Iowa est créé (Iowa Eletronic Market ou IEM) par l'université d'Iowa. Conçu pour prévoir les résultats des élections, il est ouvert aux étudiants de l'université et ses performances sont souvent saluées.
La plateforme française NewsFutures est créée en 2000 par Emile Servan-Schreiber,. Elle fonctionne avec une monnaie fictive, le dooblon, et est utilisé pour l'analyse prédictive.
En 2003, le département de la Défense des États-Unis lance IARPA avec pour but d'aider la prédiction d'attentats. Cette plateforme est l'aboutissement d'un projet initial contesté.
En 2010, la plateforme NewsFutures cesse ses activités, remplacée par Lumenogic, puis par Hypermind depuis 2014.
Tradesports (sur les résultats sportifs), et Hollywood Stock Exchange (sur le box office américain)[Quoi ?].

### Efficience
L'efficience des marchés prédictifs, c'est-à-dire leur capacité à prédire correctement la survenue ou non d'évènements, est généralement décrite comme bonne. Par exemple, le marché prédictif Wall Street Betting Odds est réputé avoir prédit correctement 13 élections présidentielles américaines sur 14.

### Limites théoriques
Les marchés prédictifs sont soumis aux mêmes limites que les marchés plus classiques puisqu'elles découlent des principes économiques sous-jacents.
Les informations dont disposent les agents sont le fondement de leurs prédictions. Aussi, lorsqu'un marché est utilisé par des acteurs ne possédant pas des informations de qualité ou en quantité suffisante, les estimations qui pourront en être extraites peuvent être erronées.
Comme l'a montré Daniel Kahneman par ses recherches sur le raisonnement humain, plusieurs axiomes et principes à la base des théories économiques modélisant les choix ne sont pas respectés par les êtres humains. Ainsi, les biais qui en résultent (par exemple dans l'estimation des évènements dont la probabilité est faible ou lorsque l'échéance de l'évènement est lointaine) affectent la qualité des résultats du marché.

## Problématiques pour l'analyse prédictive

### Asymétrie du niveau d'information des agents
Le concept économique de transparence du marché n'est pas nécessairement réel dans les faits. Ainsi, une personne disposant de davantage d'information sur un sujet (de par sa profession, son influence, etc.) qu'une autre bénéficiera d'une position avantageuse sur le marché. Dans d'autres marchés, cette asymétrie est combattu via notamment des dispositifs légaux comme le délit d'initié. Or, les plateformes n'intègrent pas ce type de mesures protectrices (le délit d'initié est donc autorisé) et certaines encouragent même cette asymétrie. En effet, la symétrie des niveaux d'informations entraîne un paradoxe : avec des informations similaires, les agents infèrent la même estimation, rendant alors impossible tout gain.

### Prophétie autoréalisatrice
L'une des problématiques principales dans l'utilisation des marchés prédictifs dans une perspective d'analyse prédictive est l'existence de nombreux délits d'initiés. En effet, à travers leurs actions sur le marché, les agents peuvent avoir un impact sur le résultat final de l'évènement. Cette problématique de prophétie auto-réalisatrice touche également les sondages et enquêtes d'opinions.

### Conflits d'intérêts
Très proches dans leur structure des sites de paris, les plateformes de marchés prédictifs peuvent provoquer des conflits d'intérêts. Par exemple, une personne peut parier sur un évènement qui concerne directement sa situation personnelle (son entreprise, son parti politique, etc.).

## Analyse prédictive: enquête d'opinion vs marché prédictif
Les marchés prédictifs et les sondages sont deux types d'analyse prédictive fondée sur des méthodes différentes mais des principes relativement similaires. Les différences conduisent ainsi à des écarts dans les prédictions des deux outils. Evaluer l'efficacité de chacune de ces méthodes est alors aisé : pour un ensemble d'évènements considérés, il faut comparer la distance entre les prédictions et la survenue ou non des évènements.

### Similarité
Tout comme un sondage, un marché prédictif repose sur le principe de la loi des grands nombres. C'est par un nombre élevé d'observation que les variations locales (individuelles) sont progressivement "gommées". Dans le cas du marché prédictif, le fonctionnement du système permet de dégager un indice de centralité (la convergence des estimations). À l'opposé, les sondages font appel aux techniques statistiques pour définir cet indice de centralité (une moyenne par exemple).

### Supériorité dans l’efficience des prévisions
L'efficience du marché prédictif est régulièrement supérieure à celle des sondages. Par exemple, les prédictions issues de l'IEM pour les élections présidentielles américaines (entre 1988 et 2013) sont meilleures que celles des sondages dans 73 % des cas.

### Explications

#### Taille de l'échantillon
Par souci d'économie et de temps, un sondage consiste par définition à circonscrire l'analyse à une petite partie de la population cible puis, à l'aide de techniques statistiques, de généraliser les conclusions obtenues (statistiques inférentielles). Plus l'échantillon observé est de petite taille, plus la confiance qui peut être mise dans les techniques statistiques qui permettent la généralisation des conclusions est faible. Ainsi, parce qu'un marché représentatif ne limite pas son nombre d'agents, il arrive que la taille de l'échantillon soit supérieure à celle d'un sondage. Cette taille permet ainsi de croiser les estimations de davantage d'individus et donc d'améliorer la qualité de l’agrégation.

#### Composition de l'échantillon
La méthodologie d'un sondage repose sur la constitution d'un échantillon représentatif. À l'inverse, un marché prédictif n'influence pas la composition de son échantillon. Celui-ci est strictement hasardeux. Les marchés prédictifs ne sont pas susceptibles d'être influencés par un choix (vu comme arbitraire) concernant les critères de sélection de l'échantillon. Toutefois, sur des problématiques spécifiques et d'autant plus que la taille de l'échantillon est faible, un marché prédictif peut être plus vulnérable à la composition de son échantillon. Effectivement, n'ayant aucune prise sur la constitution de celui-ci, il n'est pas possible d'effectuer des mesures correctives comme pour un sondage.

#### Instantanéité de la mesure
Contrairement à une enquête d'opinion qui est réalisée à un instant précis, et ne sera donc valable que pour cet instant précis, les marchés prédictifs permettent de suivre en temps réel l'évolution de l'opinion sur des évènements précis.

#### Sensibilité à l'actualité
La focalisation des agents d'un marché prédictif sur un seul instant temporel précis (par exemple : le jour de l'élection) limite les effets de diffusion qui peuvent être constatés pour les sondages. De plus, les marchés prédictifs sont moins sensibles à l'évolution de l'actualité que les sondages,.

#### Engagement cognitif des participants
Lors d'une enquête d'opinion, les participants sont généralement sollicités pour quelques minutes et n'en sont pas prévenus auparavant. Leurs réponses sont donc relativement intuitives, basées aussi bien sur des considérations analytiques qu'émotionnelles. À l'inverse, le comportement des agents sur un marché prédictif est davantage réfléchi et anticipé. Certaines analyses estiment donc que les réponses issues d'un sondage sont davantage le résultat de processus cognitifs émotionnels plutôt que rationnels, comparé aux estimations sur un marché prédictif.

#### Influence non réciproque
Tandis que les acteurs du marché prédictif ont la possibilité d'utiliser les sondages comme sources d'informations pour leurs estimations, il est peu probable que les personnes répondant à une enquête d'opinion agissent de même en consultant d'autres sondages et les cours des marchés prédictifs. Du fait des différences méthodologiques, les agents des marchés prédictifs disposent de plus d'informations que ceux des enquêtes d'opinions. Ce constat traduit donc une position avantageuse du marché prédictif contre le sondage : il devrait présenter une efficience supérieure à celle des sondages.

## Applications
Les applications pour ces outils sont nombreuses et en plein développement. Les marchés prédictifs peuvent effectivement être utilisés pour des prévisions (probabilité de réalisation d'évènements futurs), des estimations d'indicateurs clés ou encore la gestion de projet. Ces applications concernent des acteurs d'une grande diversité, allant d'instances étatiques à des entreprises privées. 

### Applications étatiques
Le département de la Défense des États-Unis utilise ce type d'outil dans la lutte contre le terrorisme. Issu de programmes de recherches, IARPA est utilisé pour prédire la survenue d'attentats.

### Applications en entreprise
Depuis quelques années, des entreprises (majoritairement actives dans les nouvelles technologies) comme Hewlett-Packard, Dentsu, Google, Lilly et Yahoo utilisent les marchés prédictifs comme outil interne d'aide à la décision. 
En France, Arcelor-Mittal et Renault utilisent un marché prédictif, Lumenogic, pour anticiper l'évolution des cours de métaux.

## Les types

### Sur la base de la réputation
Certains sites web de prédiction, parfois classés comme marchés de prédiction, n'impliquent pas de paris avec de l'argent réel, mais ajoutent ou soustraient des points de réputation au prédicateur en fonction de l'exactitude de la prédiction. Ce système d'incitation peut être mieux adapté que les marchés de prédiction traditionnels pour les questions de niche ou à long terme,. Il s'agit notamment de Manifold, Heelbone et Good Judgment Open. 

### Marchés des prévisions combinatoires
Un marché de prédiction combinatoire est un type de marché de prédiction où les participants peuvent parier sur des combinaisons de résultats. L'avantage de parier sur des combinaisons de résultats est que les informations théoriquement conditionnelles peuvent être mieux intégrées dans le prix du marché. 

## Liste des marchés prévisionnels
Il existe un certain nombre de marchés commerciaux et universitaires de prévisions qui opèrent publiquement. 

### Marchés publics de prévisions
- Iowa Electronic Markets est une place de marché universitaire qui étudie les élections, où les postes sont limités à 500 $[15]. Elle a été fondée en 1988[16].
- PredictIt est une place de marché pour prédire les événements politiques et financiers.
- SciCast était une place de marché de prédiction combinatoire basée sur la réputation et spécialisée dans les prévisions scientifiques et technologiques[17].
- iPredict était une place de marché de prédiction en Nouvelle-Zélande.
- Metaculus est un site web de prédiction basé sur la réputation, qui permet de faire des prédictions dans une fourchette numérique ou dans une fourchette de dates, inspiré de SciCast[18],[19].
- Le bon sens permet de découvrir un site de prédiction basé sur la réputation.
- Augur (logiciel) est une plateforme de marché prédictif décentralisée construite sur la blockchain Ethereum[20].